# Asaphus
Asaphus es un género extinto de trilobites de la familia Asaphidae. Fue descrito por Alexandre Brongniart en 1822.

## Especies
- A. expansus (Wahlenberg, [1818])[5]
- A. acuminatus Boeck, 1838
- A. bottnicus Jaanusson
- A. broeggeri Schmidt, 1898
- A. cornutus Pander, 1830
- A. eichwaldi Schmidt
- A. heckeri (Ivantsov)
- A. holmi Schmidt, 1898
- A. ingrianus Jaanusson, 1953
- A. intermedius Lessnikova in Balashova, 1953
- A. knyrkoi Schmidt
- A. kotlukovi Lessnikova in Balashova, 1953
- A. kowalewskii Lawrow, 1856
- A. latus Pander, 1830
- A. laevissimus Schmidt, 1898
- A. lepidurus Neiszkowski, 1859
- A. minor
- A. neiszkowskii Schmidt, 1898
- A. pachyophthalmus
- A. platycephalus (Stokes, 1824) [6]
- A. plautini Schmidt, 1898
- A. punctatus Lessnikova, 1949
- A. raniceps Dalman, 1827
- A. robustus
- A. sulvevi Jaanusson
- A. vicarius (Toernquist, 1884)
- A. wahlenbergi